# All-Star Game LNB 2015
Le All-Star Game LNB 2015 est la 30e édition du All-Star Game LNB. Il se déroule le 30 décembre 2015 à l'AccorHotels Arena de Paris. L’équipe des All-Stars français bat l’équipe des All-Stars étrangers (146-119). Louis Labeyrie a terminé meilleur marqueur de la rencontre (32 points). Andrew Albicy a été élu MVP. La rencontre est diffusée sur Ma Chaîne Sport.

## Joueurs

### All-Stars français
| Position    | Joueur             | Équipe                  |
| ----------- | ------------------ | ----------------------- |
| Meneur      | Rodrigue Beaubois  | Strasbourg              |
| Arrière     | Mickaël Gelabale   | Le Mans                 |
| Ailier      | Charles Kahudi     | ASVEL Lyon-Villeurbanne |
| Ailier fort | Mouhammadou Jaiteh | Limoges                 |
| Pivot       | Ali Traoré         | Nanterre                |

| Position    | Joueur                | Équipe               |
| ----------- | --------------------- | -------------------- |
| Meneur      | Andrew Albicy         | Gravelines Dunkerque |
| Arrière     | Antoine Eito          | Orléans              |
| Arrière     | Billy Yakuba Ouattara | Monaco               |
| Ailier      | Nobel Boungou Colo    | Limoges              |
| Ailier      | Ilian Evtimov         | Chalon               |
| Ailier fort | Wilfried Yeguete      | Pau-Lacq-Orthez      |
| Pivot       | Louis Labeyrie        | Paris-Levallois      |

### All-Stars étrangers
| Position    | Joueur             | Équipe                  |
| ----------- | ------------------ | ----------------------- |
| Meneur      | Heiko Schaffartzik | Limoges                 |
| Arrière     | Will Solomon       | Antibes                 |
| Ailier      | Mykal Riley        | Nanterre                |
| Ailier fort | David Andersen     | ASVEL Lyon-Villeurbanne |
| Pivot       | Marcus Dove        | Gravelines Dunkerque    |

| Position    | Joueur                | Équipe                  |
| ----------- | --------------------- | ----------------------- |
| Meneur      | Michael Thompson      | Pau-Lacq-Orthez         |
| Meneur      | Chris Jones           | Paris-Levallois         |
| Arrière     | Jeremy Hazell         | Chalon                  |
| Ailier      | Ángel Daniel Vassallo | Le Havre                |
| Ailier fort | Drew Gordon           | Champagne Châlons       |
| Pivot       | Tim Blue              | Antibes                 |
| Ailier fort | Darryl Watkins        | ASVEL Lyon-Villeurbanne |

### Entraîneurs
JD Jackson (ASVEL Lyon-Villeurbanne), assisté de Christophe Denis (Bourg-en-Bresse), dirige l’équipe des All-Stars français. Zvezdan Mitrović (Monaco), assisté de Laurent Pluvy (Évreux), dirige l’équipe des All-Stars étrangers.
| 30 décembre 2015 19h30 | rapport | Français 146, Etrangers 119                              | Français 146, Etrangers 119 | Français 146, Etrangers 119                                |  | Palais omnisports de Paris-Bercy, Paris Affluence : 15 000 Arbitres : M. Barbera Yohan Rosso Abdel Hamzaoui | Ma Chaîne Sport |
| 30 décembre 2015 19h30 | rapport | Score par quart-temps : 30-37, 35-33, 43-26, 38-23       |                             |                                                            |  | Palais omnisports de Paris-Bercy, Paris Affluence : 15 000 Arbitres : M. Barbera Yohan Rosso Abdel Hamzaoui | Ma Chaîne Sport |
| 30 décembre 2015 19h30 | rapport | Louis Labeyrie 32 Mouhammadou Jaiteh 12 Andrew Albicy 21 | Points Rebonds Passes d.    | Will Solomon 22 Tim Blue 7 Jones, Schaffartzik, Thompson 7 |  | Palais omnisports de Paris-Bercy, Paris Affluence : 15 000 Arbitres : M. Barbera Yohan Rosso Abdel Hamzaoui | Ma Chaîne Sport |

## Concours
Concours des meneurs :
- Notes: 
  - Demi-finales : Benjamin Sene bat Chris Jones : 2-0 / Axel Julien bat John Roberson : 2-0
  - Finale : Benjamine Sene (Nancy) - Axel Julien (Strasbourg) : 2-0

| Pos.    | Joueur        | Équipe           | taille | Premier tour | Finale |
| ------- | ------------- | ---------------- | ------ | ------------ | ------ |
| Meneur  | Benjamin Sene | Nancy            | 1,88 m | 2            | 2      |
| Meneur  | Axel Julien   | Dijon            | 1,85 m | 2            | 0      |
| Arrière | Chris Jones   | Paris-Levallois  | 1,78 m | 0            |        |
| Meneur  | John Roberson | Châlon-sur-Saône | 1,80 m | 0            |        |

Concours de tirs à 3 points :
| Pos.           | Joueur             | Équipe                  | taille | Premier tour | Finale |
| -------------- | ------------------ | ----------------------- | ------ | ------------ | ------ |
| Meneur-Arrière | Heiko Schaffartzik | Limoges                 | 1,83 m | 17           | 20     |
| Arrière-Ailier | Hugo Invernizzi    | Nanterre                | 1,96 m | 23           | 19     |
| Arrière        | Nicolas Lang       | ASVEL Lyon-Villeurbanne | 1,98 m | 13           |        |
| Meneur-Arrière | Rodrigue Beaubois  | Strasbourg              | 1,88 m | 13           |        |

Concours de dunks :
- Notes: 
  - Les joueurs sont évalués sur deux dunks lors de chaque manche.
  - Le vainqueur est désigné par le public de Bercy à l'applaudimètre.
  - Les notes représentent le nombre de décibels.

| Pos.           | Joueur                  | Équipe            | taille | Premier tour | Finale |
| -------------- | ----------------------- | ----------------- | ------ | ------------ | ------ |
| Arrière        | Billy Yakuba Ouattara   | Monaco            | 1,92 m | 199          | 198    |
| Ailier fort    | Akil Mitchell           | Antibes           | 2,03 m | 195          | 193    |
| Arrière-Ailier | Lenny Charles-Catherine | Nancy             | 1,93 m | 98           |        |
| Arrière-Ailier | Gaylor Curier           | Souffelweyersheim | 1,99 m | 94           |        |